# 橋本達吉
橋本 達吉（はしもと たつきち、1911年〈大正元年〉10月4日 - 没年不明）は、日本の実業家。
大阪電気軌道入社後、近鉄百貨店（近畿日本鉄道百貨店部）勤務を経て、京都近鉄百貨店（旧・丸物、現在の近鉄百貨店）で社長を務めた。

## 来歴・人物

### 学生時代

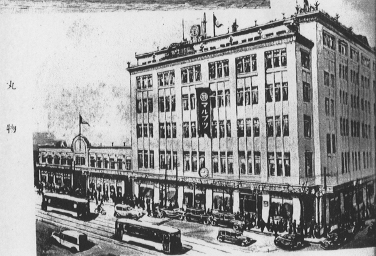
橋本が京都へ出てきたころの丸物本店

広島県尾道市出身。日本画家の橋本関雪と姻戚関係にあり、子供時代は画家になりたいと思っていた。しかし、関雪の一門であった叔父から「画家で飯は食えない」と言われたことから、グラフィックデザイナーに志望変更し、京都工業専門学校（現在の京都工芸繊維大学）図案課へ進学した。
尾道へ帰省の時は丸物本店で土産を買って帰っており、創業時の建物の北側に鉄筋コンクリート造の新館ができているのを目にしていた。

### 大軌・近鉄時代
1935年（昭和10年）に京都工業専門学校を卒業し、大阪電気軌道（大軌、近畿日本鉄道の前身）へ入社した。大軌では宣伝課でポスターを描いており、電通賞や国際ポスター展のグランプリを獲得するなど、一流の人物と言われていた。
1939年（昭和14年）から1943年（昭和18年）まで軍隊で中国にいた。
戦後は企画力を買われて、1957年（昭和32年）に近鉄百貨店（近畿日本鉄道百貨店部）管理部次長となった。阿倍野店を中心に商品開発などに取り組み、アイデアマンと評されていた。

### 丸物・京都近鉄時代
近鉄百貨店で成果をあげていた橋本だったが、近鉄グループ総帥の佐伯勇に「"これで縁は切った。丸物へ骨を埋めろ"っていわれて」、京都市下京区の京都駅北側に本店を置く百貨店「丸物」への赴任を命じられた。同社は東京・池袋へ東京丸物を出店するなど、三大都市圏と北九州市に展開していたが、創業者の死後、伊藤忠商事との資本提携に踏み切るも業績不振が続き、近畿日本鉄道の傘下で再建に踏み切ることになった。
　
1966年（昭和41年）5月1日には近鉄百貨店の上司だった永岡孝二に伴われ、丸物本店へ挨拶に向かった。同年7月2日に参与として赴任した。丸物同様に髙島屋や大丸などと競争していた近鉄百貨店よりもおおらかな商売をしており、辞令すら用意されていないことに橋本は驚いた。近代化や高級化が遅れていると丸物に対して厳しい評価をしている。
松菱創業者で丸物の共同創業者だった谷政二郎会長から営業担当を頼まれ、学生以来の京都は不慣れながら、先輩らの励ましもあって業務をこなしていった。丸物へ就職していた京都工業専門学校の同級生とも再会し、彼が新入社員時代に藤田嗣治の絵について中林仁一郎社長から相談を受けたことを知って驚く。
中林仁一郎の長男で、当時社長だった中林仁良と2人3脚で経営再建を進め、丸物への入社2年後には本店長になった。
丸物は池袋や豊橋など遠隔地からの撤退後、京都と岐阜の2店舗体制にいったん縮小したが、1975年にはひらかた丸物を出店している。しかし、まもなく1977年には近畿日本鉄道の意向もあって、丸物は京都近鉄百貨店に社名変更することになった。橋本は中林仁良の大所高所からの決断に敬服した一方、近鉄を退職する形でやってきた在職11年の丸物マンとして、愛惜の念から1人涙した。
京都近鉄百貨店では橋本が社長、中林仁良が会長という新体制での出発となった。都心である四条通周辺に比べて整備が遅れていた京都駅エリアにおける駅前地下街（京都駅前地下街ポルタ）の開業に向けた同社の体力づくりにも意欲を示した。国鉄主導型の地下街となるなど計画通りにはいかなかったものの、本店の全館改装による集客力向上など一定の成果を上げることに成功した。
地下街の開業後、京都市営地下鉄烏丸線が京都駅へ到達した1981年には吉祥寺の東京近鉄百貨店初代社長だった佐藤恕に社長を交代し、会長となった。その後、代表権のない相談役に降りた。

## 私生活
東大阪市石切町4丁目に自宅があり、妻の喜久子や娘夫婦と4人暮らしをしていた。「忙しいが手抜きできる」とラン栽培やレコード鑑賞が趣味だった。